# Michał Janusz Parczewski
Michał Janusz Parczewski (ur. 23 listopada 1946 w Lęborku) – prof. dr hab., polski archeolog specjalizujący się w archeologii średniowiecza, początkach kultury słowiańskiej w Polsce, wczesnośredniowiecznym osadnictwie w Karpatach.

## Życiorys
Pracownik Zakładu Archeologii Średniowiecza i Czasów Nowożytnych w Instytucie Archeologii Uniwersytetu Jagiellońskiego. Profesor w Instytucie Archeologii UJ oraz Instytucie Archeologii URz, członek Komitetu Słowianoznawstwa PAN oraz Komitetu Nauk Pra- i Protohistorycznych PAN. 
Studia z zakresu archeologii Polski i powszechnej ukończył w 1969 na Uniwersytecie Jagiellońskim. W 1978 obronił pracę doktorską, następnie w roku 1989 rozprawę habilitacyjną. W 1993 otrzymał tytuł profesora nadzwyczajnego. Brał udział w ekspedycjach archeologicznych na terenie Małopolski i Śląska, a także w południowo-zachodniej Bułgarii w latach 1979–1982 oraz na Spitsbergenie w 1982.
W 1996 odznaczony Złotym Krzyżem Zasługi. Od 2009 członek Społecznego Komitetu Odnowy Zabytków Krakowa (SKOZK).
W 2011 został przez prezydenta Bronisława Komorowskiego odznaczony Krzyżem Kawalerskim Orderu Odrodzenia Polski.
Jest kierownikiem badań misji archeologicznej w Bachórzu. 
Jest synem cichociemnego Jana Parczewskiego i Ireny z domu Balcerowicz. Ma dwóch młodszych braci: Bogdana (ur. w 1948) i Zygmunta (ur. w 1951).